# Istriens arkeologiska museum
Istriens arkeologiska museum (kroatiska: Arheološki muzej Istre, italienska: Museo archeologico dell'Istria) är ett arkeologiskt museum i Pula i Kroatien. Det spår sina rötter från det forna Stadsmuseet som etablerades år 1902 och är beläget i en byggnad öster om Pulaborgen och Lilla romerska teatern. Entrén nås genom att passera den antika Dubbelporten.
Museets verksamhet omfattar insamling, bevaring och presentation av arkeologiska föremål från Pula och Pula-området. De arkeologiska fynden presenteras i museets centrala byggnad men mindre samlingar finns i Pulas amfiteater, Augustus tempel, gallerian Heliga Hjärtan i gamla stan och Nesactium.     

## Historik
Under det kortvariga franska styret i Pula i början av 1800-talet började marskalken Auguste de Marmont att samla stenmonument och fragment från Augustus tempel och lade därmed grunden till vad som senare skulle bli en del av museets samlingar. Senare upptäckter av keramik, sten- och metallföremål i Nesactium låg till grund för etableringen av Stadsmuseet (Museo Civico) år 1902. Sedan Istriska associationen för arkeologi och hemlandshistoria (Società istriana di archeologia e storia patria) flyttat sitt säte och arkeologiska inventarier från Poreč till Pula integrerades Stadsmuseet med den nationella samlingen av stenmonument och Regionsmuseet (Museo Provinciale) i Poreč till en museiinstitution. År 1925 etablerades Istriens kungliga museum (Il Regio Museo dell' Istria) i nuvarande museibyggnad som under det österrikiska styret tjänat som tyskspråkig skola. År 1930 öppnade museet för allmänheten och en guidebok på italienska utgavs. Museiutställningen var tillgänglig för allmänheten fram till slutet av andra världskriget då den tillfälliga brittisk-amerikanska administrationen lät flytta stora delar av samlingarna till Italien. Den 15 november 1947 återupprättades museet som Istriens arkeologiska museum.

## Samlingar

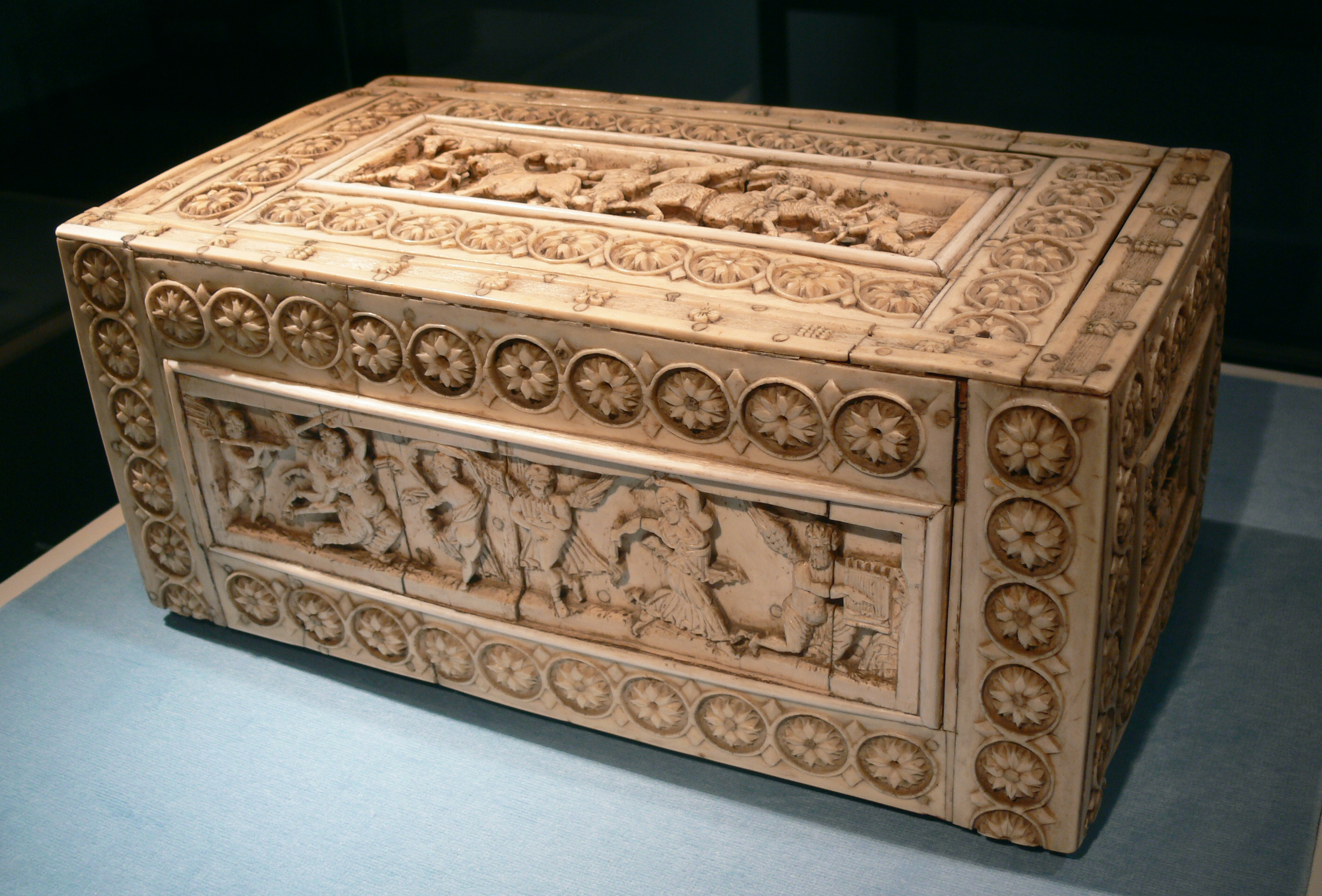
Relikvarium från den medeltida samlingen. Tillverkad i elfenben och med dionysosiska motiv är den troligtvis ett bysantinskt handarbete från 800–900-talet.

Museets samlingar sträcker sig från förhistorisk tid till medeltiden och är ordnade i tre permanenta samlingar: förhistoriska samlingen, antika samlingen och medeltida samlingen. På museets bottenvåning finns arkitektoniska minnen, mosaiker, altare och andra föremål från antiken till medeltiden. I salarna på första våningen finns föremål från yngre stenåldern till romartiden. Den permanenta utställningen i de tre salarna på andra våningen är helt tillägnade romartiden. I denna samling finns bland annat en kvinnofigur utan huvud som ursprungligen hittades i Nesactium. I två av salarna presenteras föremål från tiden mellan senantiken och medeltiden. I samlingarna finns föremål från slaviska gravplatser från 600–1100-talet.   